# Ардонский район
Ардо́нский райо́н (осет. Æрыдоны район) — административно-территориальная единица и муниципальное образование (муниципальный район) в составе Республики Северная Осетия — Алания Российской Федерации.
Административный центр — город Ардон.

## География
Ардонский район расположен в центральной части республики, на Осетинской наклонной равнине. Площадь территории района составляет 377,08 км²
Граничит с муниципальными районами республики: на юго-востоке с Пригородным, на юге — с Алагирским, на западе — с Дигорским, на северо-западе — с Кировским, на востоке - с Правобережным.
Единственный внутренний район республики, не имеющий границы с субъектами РФ или иностранными государствами.
Из наиболее значимых рек, по территории района протекают: Ардон, Фиагдон, Терек, Суадагдон, Саудон, Дур-Дур и другие.
В районе нет горных сёл, хребтов. Имеет единственный курорт-озеро у посёлка Бекан.

## Социально значимые объекты
- Районная администрация.
- Районный дворец культуры.
- Заслуженный народный театр (основан 1932 г).
- Ардонский городской дом культуры, так же 7 сельских домов культуры.
- Ардонская районная школа искусств (муз.шк.).
- Районный суд, прокуратура.
- Пенсионный фонд (историческое здание 1913г).
- Налоговая.
- Бюро тех.инвентаризации.
- Казначейство.
- 12 Средних общеобразовательных школ.
- Аграрно-технологический техникум.
- Автошкола.
- Пожарная часть N° 7.
- Музей истории культуры, образования.
- Районная центральная больница.
- Ардонский районный парк отдыха и культуры.
- Мемориальный сквер им. Романова.

## История
Район является одним из самых исторических на равнинной части Северной Осетии.
В 30-х годах XIX века русское военное командование приступило к укреплению границы по линии Военно-Грузинской дороги. Для защиты от станицы Екатериноградской до Владикавказа по левому берегу Терека были поставлены военные укрепления: Заречное, Пришибское, Аргуданское, Урухское, Ардонское и Архонское. В феврале 1816 года генерал Дельпоццо, осмотрев земли на берегу реки Ардон, назначил сам место на южной стороне реки Ардон для построения воинского укрепления. Разрешение на занятие данной местности дал командующий войсками Кавказской линии генерал Еммануил служащему Ардонского военного укрепления подполковнику Петру (Тасо) Гайтову в 1824 году. Он нашел удобное место и основал там аул, который сперва состоял из 4-х семейств – родственников Гайтова. Затем он пригласил на жительство в аул Анзора, Созрука и Мулдара Кулаевых. Селение становится крупнейшее на равнинной части Осетии, уже к 1826 г селение  насчитывала 116 домов, к середине века более 250 домов.
В 1837 году была основана станица Ардонская в плотную граничащая к селению, сюда перевели казаков 2-го Малоросского полка.
В 1894 г. в Ардоне насчитывалось около 6 тыс. жителей, бульвары, парк, 35 промыслов и торговых заведений, 4 начальные школы, одна духовная семинария (открытая при инициативе Созруко Хоранове в 1887г.), три церкви. Происходил сильный взаимный лингивистический, культурный, бытовой обмен между казаками, и осетинами. Были среди ардонцев помимо офицеров, композиторы, писатели, художники, врачи.
В 1848 году в станице появилась церковь святого Георгия, 1885 году на месте деревянного построен каменный, так же был и в осетинском селении (не сохранён после революции). Со временем границы между селом и станицей исчезла.
В 1917 году Ардон был довольно крупным населенным пунктом, во многом этому способствовало то, что в станице Ардонской обосновалась штаб-квартира сунженского Владикавказского казачьего полка.
С 1920-х годов появились новые равнинные осетинские сёла на территории района, был изменён статус казачьего хутора Ардонского  в селение Мичурино со смешанным осетино-казачьим населением.
1924 по 1935 году территория района была частью Алагиро-Ардонского района, с 1935 года отдельная от Алагирского и назван Кадгаронским. 
9 ноября 1938 года Кадгаронский район был переименован в Ардонский. 16 января 1939 года его центр перенесён из селения Кадгарон в Ардон.
В 1964 г. Объединённые станица и  селение Ардон стало городом.

## Достопримечательности
Одним из них выступает храм, выстроенный в честь Георгия Победоносца и носящий его имя, так же церковь святого Архангела Михаила в Кадгароне. Кроме того, здесь располагается и основанная в самом конце 19 века Духовная семинария. Непременным местом для посещений туристов является местный музей культуры и просвещения, экспонаты которого привлекут несомненное внимание посетителей, дом-музей народного артиста СССР Николая Саламова, вечный огонь, аллея славы, а так же Братская могила погибшим воинам ВОВ. В Ардоне открыт памятник основателям казачьей станицы, у въезда в город находится Поклонный крест, также есть памятник Ленину (центр города), памятник Сталину (школа №2), памятник Иналдыко (Нагко) Асламурзаевичу Джигкаеву, полному кавалеру Георгиевского Креста. С советских времён памятник Ленину является центром города.

## Памятники
- Поклонный крест у въезда со стороны Владикавказа — г.Ардон.
- Памятник И.Сталину — г.Ардон.
- Памятник В.В.Чумакову — г.Ардон.
- Памятник В. Ленину — г.Ардон.
- Памятник Коста Хетагурова — г.Ардон.
- Мемориал Ветеранам ВОВ — г.Ардон.
- Памятник Г.Т.Ботоеву — г.Ардон.
- Памятник К.Т.Тогузову — г.Ардон.
- Памятник Ц.В.Амбалову — г.Ардон.
- Мемориал "Вечный огонь — г.Ардон.
- Братская могила — г.Ардон.
- Мемориал Х.Рамонову — г.Ардон.
- Памятник В.Ф.Маргелову — г.Ардон.
- Мемориал "Аллея славы" —с.Кадгарон.
- Мемориал "Воинам односельчанам" — с.Кадгарон.
- Мемориал "Воинам односельчанам" — с.Нижний Фиагдон.
- Братская могила — с.Нижний Фиагдон.
- Мемориал "Воинам односельчанам — с.Рассвет.
- Мемориал "Братьям азербайджанцам — с.Рассвет.
- Братская могила — с.Нижний Фиагдон.
- Мемориал "Защитникам села погибшим в ВОВ" — с.Нарт.
- Обелиск "Героям ВОВ" —с.Мичурино.
- Братская могила — с.Кирово.
- Братская могила — с.Красногор.
- Братская могила — у озера "Бекан".

## Транспорт
За отчетный период ООО «Ардонскиое АТП» оказано платных услуг на 3,6 млн. рублей, что на 0,7млн.рублей меньше 2015 года. Численность работников составляет 18 человек. Средняя заработная плата на предприятии - 7000 рублей.

## Известные люди района
Знаменитые актёры, музыканты, артисты — народные артисты СССР:
- Тхапсаев Владимир Васильевич (один из лучших исполнителей роли Отелло, его именем назван Северо-Осетинского гос.драм.театр)
- Саламов Николай Михайлович,
- Кулаев Елкан Владимирович — оперно-эстрадный певец (Заслуженный артист РФ).
- Ирина Мистулова — гармонистка (народная артистка РФ),
- Сима Ревазова — гармониста (нар. РФ),
- Сослан Дзуцев — известный современный гармонист (заслуж.артист Сев. Осетии),

Большой вклад в развитие культуры республики так же внесли Заслуженные работники культуры РСО — Алания,
- Владимир Моураов,
- Казбек Леков,
- Ахарбек Кудаков.

Широко известны имена спортсменов: Среди них заслуженный мастер спорта по вольной борьбе:
- Борис Кулаев,
- Юрий Гусов- чемпион мира, заслуженный мастер спорта,
- Дантемир Зангиев — чемпион России и победитель многих международных соревнований по вольной борьбе.

Мастера спорта СССР по вольной борьбе:
- Константин Баскаев,
- Казбек Дзапаров.

С честью продолжила традиции старшего поколения молодежь. Широко известно имя воспитанника Ардонского ДЮСШ, обладателя Кубка мира, участника Олимпийских игр в Атланте, мастера спорта международного класса по греко — римской борьбе
- Артура Дзигасова. Воспитанниками Ардонской ДЮСШ являются мастер спорта СССР Виктор Дулаев, мастер спорта РФ Александр Колиев и Феликс Дзайтов.

Военные
- Огоев, Созрыко Николаевич (09.12.1917 - 2005) Участеик Великой Отечественной войны, Генерал-лейтенант
- Огоев, Урузмаг Созрыкович (17.01.1948 - 11.05.2024 ), Генерал-лейтенант
- Каболов, Солтан Наликович (род. 12 августа 1935, с. Кадгарон в Ардонском районе Республики Северная Осетия — Алания) — советский и российский военачальник. Участник Холодной войны. Военный летчик-истребитель 1-го класса, генерал-майор авиации (1982)

## Годы заселения населённых пунктов
- Город Ардон (село заселилось 1790—1820, станица Ардонская 1835),
- село Кадгарон основанно 1824,
- Кирово основанно 1922,
- Мичурино (бывший казачий хутор) основан 1862,
- село Коста (Северная Осетия) основан 1923,
- село Цмити (Ардонский район) основан в 1922,
- Красногор основан в 1922,
- Нарт основан в 1910,
- Рассвет основан в основан в 1935,
- Фиагдон (село) основан в 1938,
- Посёлок Ардонский основан в 1983,
- Посёлок Степной основан 1986.

## Население
| 1939    | 1959    | 1970    | 1979    | 1989    | 2002    | 2010    | 2011    | 2012    |
| ------- | ------- | ------- | ------- | ------- | ------- | ------- | ------- | ------- |
| 21 452  | ↘21 017 | ↗23 091 | ↘22 757 | ↗22 846 | ↗28 831 | ↗30 685 | ↗30 699 | ↗30 816 |
| 2013    | 2014    | 2015    | 2016    | 2017    | 2018    | 2019    | 2020    | 2021    |
| ↗31 099 | ↗31 275 | ↗31 588 | ↗31 705 | ↗31 796 | ↗31 830 | ↘31 755 | ↗31 825 | ↘31 356 |
| 2023    | 2024    | 2025    |         |         |         |         |         |         |
| ↘31 288 | ↗31 304 | ↘31 295 |         |         |         |         |         |         |

### Урбанизация
В городских условиях (город Ардон) проживают 60,58 % населения района.

### Национальный состав
По данным Всероссийской переписи населения 2010 года:
| № | Национальность | Численность, чел. | Доля   |
| - | -------------- | ----------------- | ------ |
| 1 | осетины        | 25 596            | 83,4 % |
| 2 | русские        | 3 961             | 12,9 % |
| 3 | армяне         | 325               | 1,1 %  |
| 4 | другие         | 803               | 2,6 %  |

По итогам переписи населения 2020 года проживали следующие национальности (национальности менее 1 % и другое, см. в сноске к строке «Другие»):
| Национальность | Численность, чел. | Доля     |
| -------------- | ----------------- | -------- |
| Осетины        | 26 559            | 84,70 %  |
| Русские        | 3975              | 12,68 %  |
| Другие         | 822               | 2,62 %   |
| Итого          | 31 356            | 100,00 % |

## Муниципально-территориальное устройство
В Ардонском районе 11 населённых пунктов в составе одного городского и восьми сельских поселений:
| № | Городское и сельские поселения   | Административный центр | Количество населённых пунктов | Население | Площадь, км2 |
| - | -------------------------------- | ---------------------- | ----------------------------- | --------- | ------------ |
| 1 | Ардонское городское поселение    | город Ардон            | 2                             | ↗19 134   | 165,12       |
| 2 | Кадгаронское сельское поселение  | село Кадгарон          | 1                             | ↗3440     | 64,94        |
| 3 | Кировское сельское поселение     | село Кирово            | 1                             | ↘1540     | 22,51        |
| 4 | Костаевское сельское поселение   | село Коста             | 2                             | ↘1504     | 29,52        |
| 5 | Красногорское сельское поселение | село Красногор         | 1                             | ↘1777     | 23,75        |
| 6 | Мичуринское сельское поселение   | село Мичурино          | 1                             | ↘1614     | 23,14        |
| 7 | Нартское сельское поселение      | село Нарт              | 1                             | ↗1000     | 19,23        |
| 8 | Рассветское сельское поселение   | село Рассвет           | 1                             | ↗540      | 14,03        |
| 9 | Фиагдонское сельское поселение   | село Фиагдон           | 1                             | ↗746      | 11,84        |

| №  | Населённый пункт | Тип     | Население | Муниципальное образование        |
| -- | ---------------- | ------- | --------- | -------------------------------- |
| 1  | Ардон            | город   | ↗18 960   | Ардонское городское поселение    |
| 2  | Бекан            | посёлок | ↗174      | Ардонское городское поселение    |
| 3  | Кадгарон         | село    | ↗3440     | Кадгаронское сельское поселение  |
| 4  | Кирово           | село    | ↘1540     | Кировское сельское поселение     |
| 5  | Коста            | село    | ↘1427     | Костаевское сельское поселение   |
| 6  | Красногор        | село    | ↘1777     | Красногорское сельское поселение |
| 7  | Мичурино         | село    | ↘1614     | Мичуринское сельское поселение   |
| 8  | Нарт             | село    | ↗1000     | Нартское сельское поселение      |
| 9  | Рассвет          | село    | ↗540      | Рассветское сельское поселение   |
| 10 | Фиагдон          | село    | ↗746      | Фиагдонское сельское поселение   |
| 11 | Цмити            | село    | ↘104      | Костаевское сельское поселение   |

## Образование
- 11 средних общеобразовательных школ;
- Детская школа искусств (муз.шк.)
- 18 дошкольных учреждений;
- 2 школы дополнительного образования;
- 3 специализированных учреждения полного среднего образования.

## Культура
- Городской Дом культуры;
- Районный дворец Культуры им. Н. М. Саламова в Ардоне;
- Ардонский музей истории, культуры им. В. Тхапсаева в Ардоне;
- Ардонский музей народного образования;
- 2 Народных театра (в Ардоне и Кадгароне);
- Парк культуры и отдыха Ардонского района;
- Дом Культуры (в 7 сельских населённых пунктах).

Библиотеки
- Библиотека информационно-образовательных ресурсов;
- Городская библиотека;
- Центральная районная библиотека;
- Районная Детская библиотека;
- Сельские библиотеки

## Религия
- Церковь святого Георгия Победоносца — город Ардон. Построена в XIX веке. Крупное однокупальное здание с колокольней
- Часовня святого целителя Пантелеимона — город Ардон
- Церковь святого Архангела Михаила — село Кадгарон

## Особо охраняемые природные территории
- Памятник природы «Урочище-озеро Бекан»[21]